# Ferro (cognome)
Ferro è un cognome di lingua italiana.

## Varianti
Ferri, Ferro Fierro, Ferretti, Ferretto, Ferrettini, Ferrettino, Ferrini, Ferrino, Ferrin, Ferin, Ferrucci, Ferruzzi, Ferroli, Ferrotti, Ferrillo, Ferrulli, Ferroni, Ferrone, Ferron, Ferrati, Ferrato, Ferriani, Ferraiolo, Ferraioli, Ferraiuolo, Ferraiulo, Ferriolo.

## Origine e diffusione
Deriva dal sostantivo latino ferro, soprannome attribuito a chi svolgeva il mestiere di mastro ferraio.
Presente in tutta Italia, il cognome è portato da oltre 5.000 famiglie, ed è diffuso in particolare nelle regioni Veneto e Sicilia. Più diffuso nella sua variante Ferri, è portato da oltre 8.000 famiglie, concentrate perlopiù nelle regioni centrali e settentrionali, con ceppi presenti soprattutto in Emilia-Romagna, Lombardia, Lazio e Toscana.
Ferri è il quarantesimo cognome italiano per diffusione.

## Persone
- Luca Ferro (1978) – calciatore italiano
- Tiziano Ferro (1980) – cantautore italiano